# Kilian Ignaz Dientzenhofer
Kilian Ignaz Dientzenhofer, född 1 september 1689 i Prag, död 18 december 1751 i Prag, var en böhmisk arkitekt. Han var son till Christoph Dientzenhofer.
Dientzenhofer fullföljde faderns arbete på Sankt Niklaskyrkan i Prag och utförde väsentliga delar av kyrkan, bland annat den storslagna kupolen. Bland hans profanbyggnader märks Piccolominipalatset.
Asteroiden 5318 Dientzenhofer är uppkallad efter honom och hans far.

## Bildgalleri

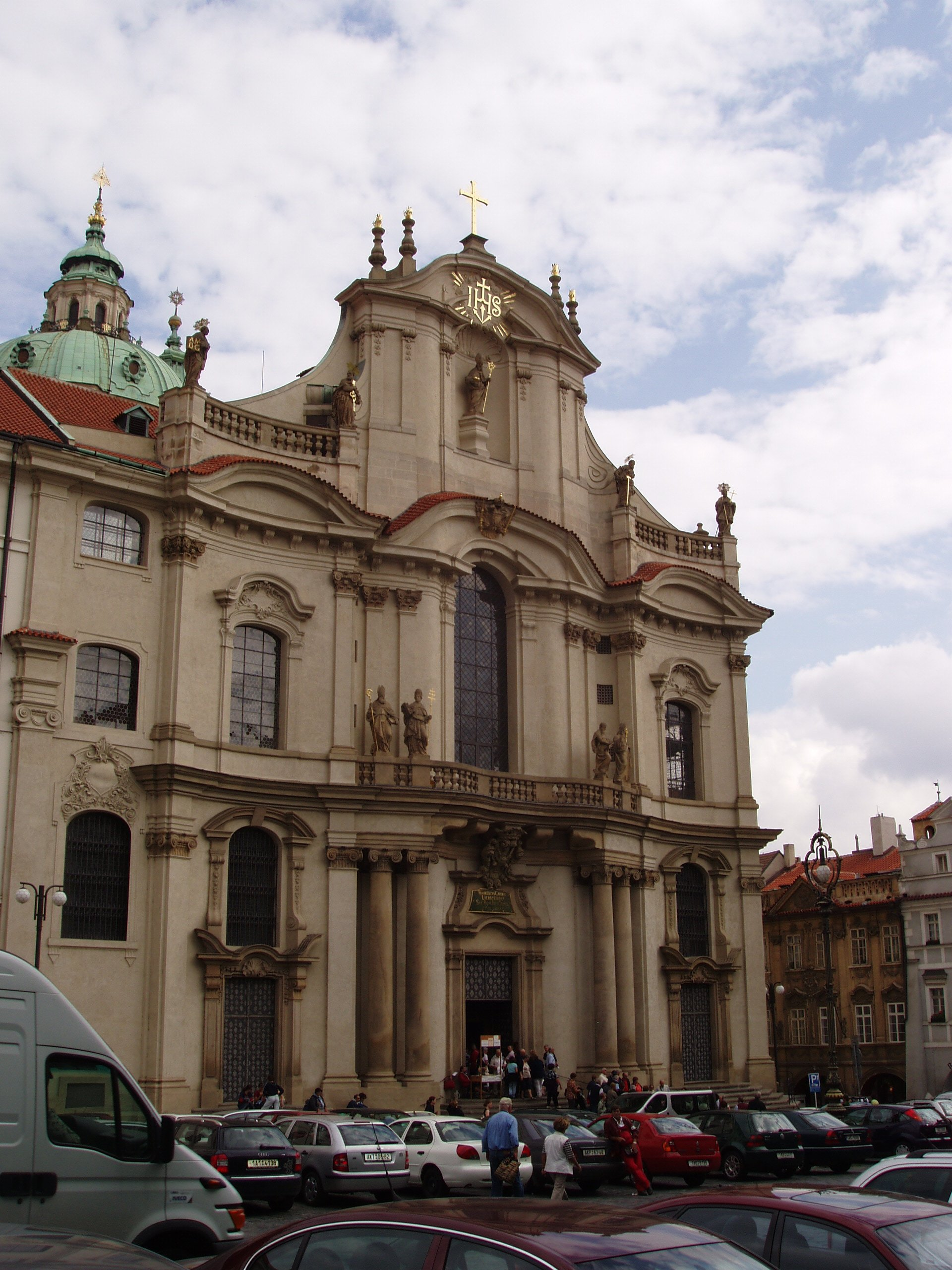
Sankt Nikolaus kyrka (Malá Strana), Prag
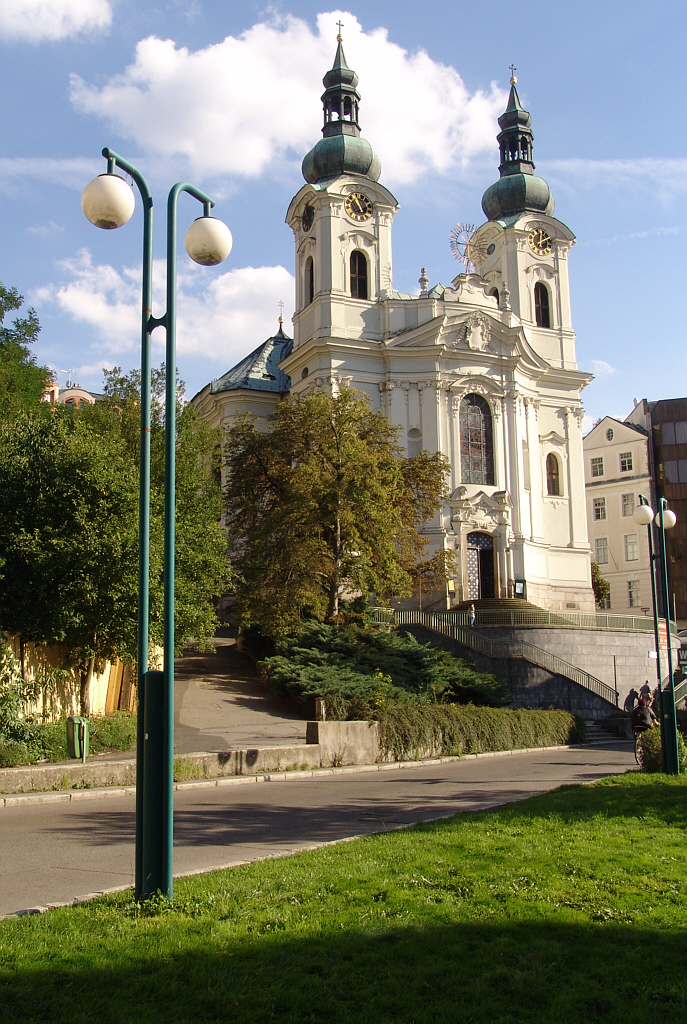
Sankta Maria Magdalena kyrka, Karlovy Vary
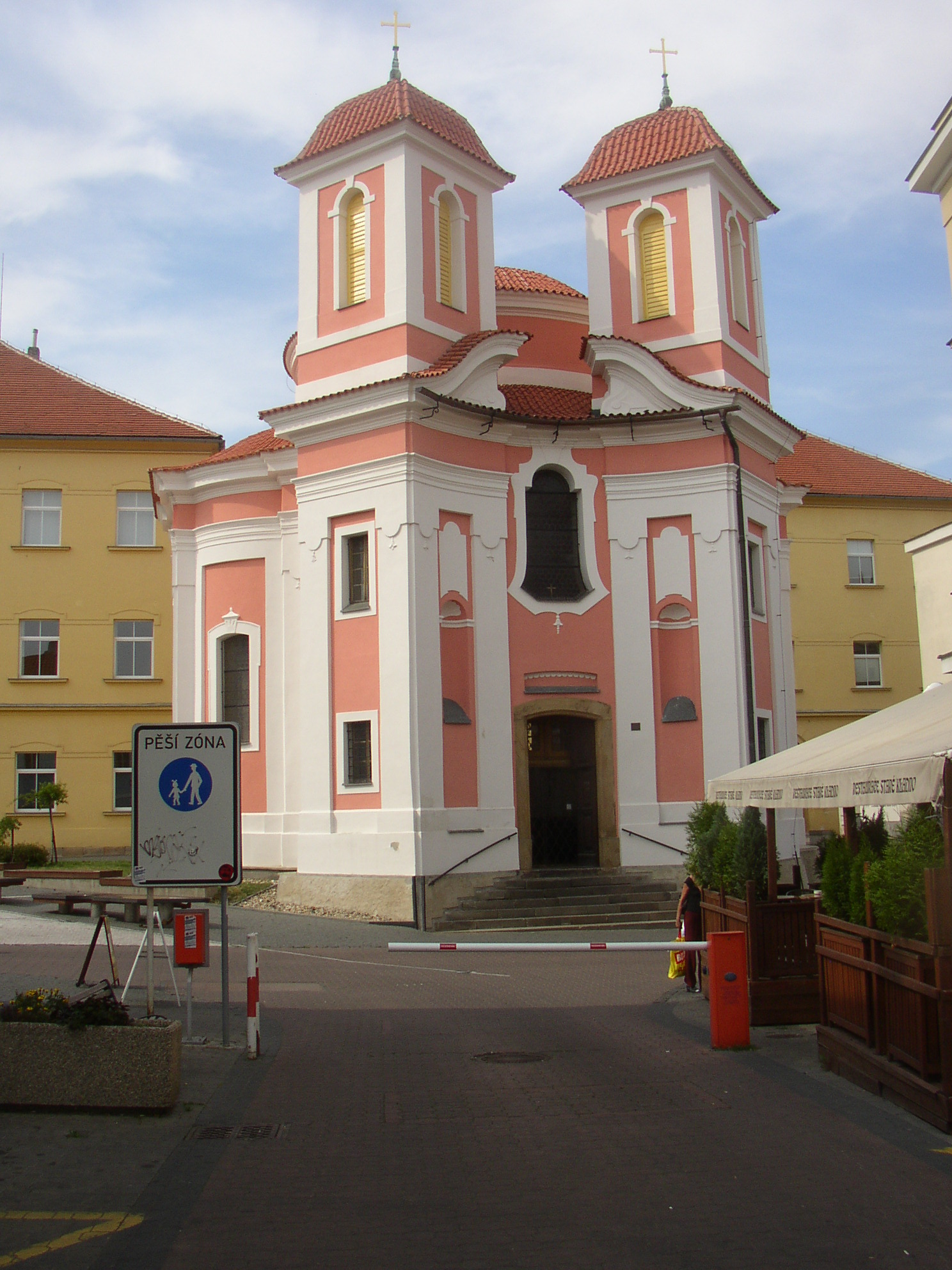
Sankt Florians kapell, Kladno
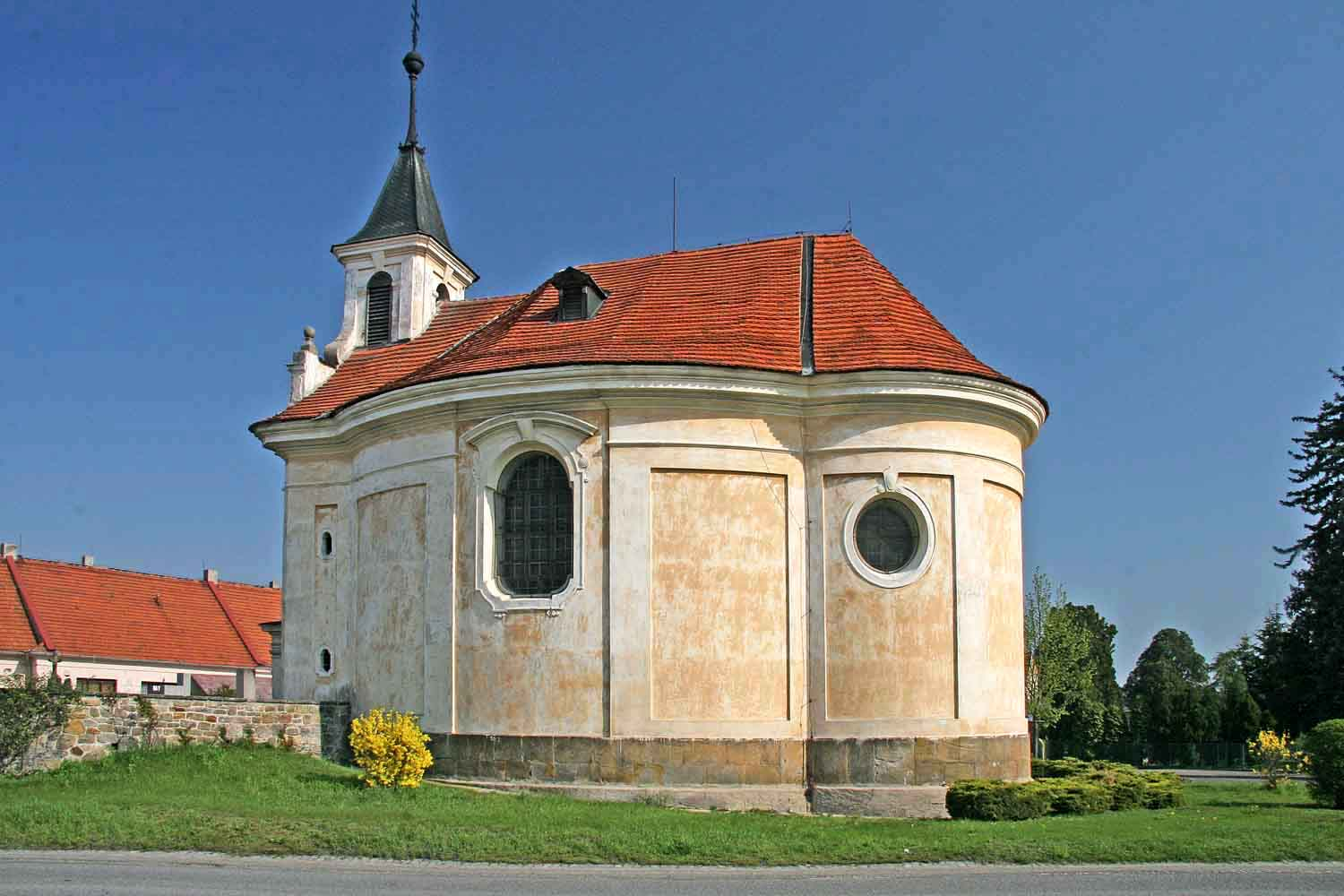
Sankt Petruskyrkan, Velenka